# Campionati europei di pugilato dilettanti femminili 2007
I Campionati europei di pugilato dilettanti femminili 2007 si sono tenuti a Vejle, Danimarca, dal 15 al 20 ottobre 2007. È stata la 6ª edizione della competizione organizzata dall'organismo di governo europeo del pugilato dilettantistico, EUBC.

## Podi
| Specialità                 | Oro                 | Argento          | Bronzo                              |
| Pesi paglia (kg 46)        | Steluta Duta        | Sevda Asenova    | Svetlana Gnevanova Sofie Molholt    |
| Pesi mosca leggeri (kg 48) | Monika Csik         | Lidia Ion        | Derya Aktop Sarah Ourahmoune        |
| Pesi mosca (kg 50)         | Sumeyra Kaya-Yazici | Ewelina Pękalska | Virginie Nave Diana Timofte         |
| Pesi supermosca (kg 52)    | Viktoriya Rudenko   | Shirpa Nilsson   | Viktoriya Usachenko Andrea Gheju    |
| Pesi gallo (kg 54)         | Sofija Ochigava     | Nicola Adams     | Karolina Michalczuk Ludmila Hrytsay |
| Pesi piuma (kg 57)         | Elena Gorshkova     | Ingrid Egner     | Malene Nielse Nagehan Gul           |
| Pesi leggeri (kg 60)       | Katie Taylor        | Sandra Brugger   | Yana Zavyalova Aizanat Gadzhieva    |
| Pesi superleggeri (kg 63)  | Lucie Bertaud       | Klara Svensson   | Gulnar Golcek Yvonne Rasmussen      |
| Pesi welter (kg 66)        | Irina Poteyeva      | Oliwia Łuczak    | Csilla Csejtei Marichelle de Jong   |
| Pesi superwelter (kg 70)   | Yulia Nemtsova      | Luminita Turcin  | Ewa Gawenda Nurcan Carkci           |
| Pesi medi (kg 75)          | Anna Laurell        | Maria Yavorskaya | Olha Novikova Alexandra De Hutten   |
| Pesi mediomassimi (kg 80)  | Anna Gladkikh       | Irina Komar      | Selma Yagci Catalina Stanga         |
| Pesi massimi (kg 80 +)     | Elena Surkova       | Maria Kovacs     | Dinara Zhurgunova Adriana Hosu      |

## Medagliere
Nazione ospitante 
| Posiz. | Nazione     | Oro | Argento | Bronzo | Totale |
| ------ | ----------- | --- | ------- | ------ | ------ |
| 1      | Russia      | 6   | 1       | 3      | 10     |
| 2      | Romania     | 1   | 2       | 4      | 7      |
| 3      | Svezia      | 1   | 2       | 0      | 3      |
| 4      | Ucraina     | 1   | 1       | 4      | 6      |
| 5      | Ungheria    | 1   | 1       | 1      | 3      |
| 6      | Turchia     | 1   | 0       | 5      | 6      |
| 7      | Francia     | 1   | 0       | 3      | 4      |
| 8      | Irlanda     | 1   | 0       | 0      | 1      |
| 9      | Polonia     | 0   | 2       | 2      | 4      |
| 10     | Bulgaria    | 0   | 1       | 0      | 1      |
| 10     | Inghilterra | 0   | 1       | 0      | 1      |
| 10     | Norvegia    | 0   | 1       | 0      | 1      |
| 10     | Svizzera    | 0   | 1       | 0      | 1      |
| 14     | Danimarca   | 0   | 0       | 3      | 3      |
| 15     | Paesi Bassi | 0   | 0       | 1      | 1      |
|        | Totale      | 13  | 13      | 26     | 52     |